# Xã Holmes City, Quận Douglas, Minnesota
Xã Holmes City (tiếng Anh: Holmes City Township) là một xã thuộc quận Douglas, tiểu bang Minnesota, Hoa Kỳ. Năm 2010, dân số của xã này là 804 người.